# Lug Healthcare Technology
Lug Healthcare Technology es una empresa radicada en Madrid, España. Se ocupa de tecnología sanitaria que trabaja en el desarrollo de soluciones de trazabilidad, seguridad, eficiencia y calidad de los procesos críticos implementados dentro de un hospital, principalmente en la farmacia hospitalaria, en los servicios de ensayos clínicos y oncología.

## Historia
El proyecto de LUG (en honor al Dios celta Lugh) nació en el año 2006 bajo el nombre de SIG (Sistema Integrado de Gestión) y anteriormente ISISH: Integración de Sistemas de Identificación y Seguridad Hospitalaria (por la diosa egipcia Isis). 
LUG aporta al sector sanitario un software de trazabilidad para el control de los puntos críticos que ocurren durante el proceso terapéutico dadae la experiencia de sus fundadores en el mundo de las Tecnologías de la Información (TI) en otros sectores, especialmente alimentación y gran consumo.
Entre los años 1997 y 2006 desarrolló un software de trazabilidad tanto del medicamento en sí como del paciente (tanto adulto, como niño) en todo el proceso terapéutico, desde la prescripción hasta la administración. Dicho proceso se controla mediante códigos de identificación Global Trade Item Number (GTIN) EAN 13, sistemas de voz, controles de calidad y etiquetado final, entre otras cosas.
Entre 2006 y 2008, Lug instaló el primer módulo de software en el Hospital Universitario Valle de Hebrón en Barcelona, enfocado en la producción de citostáticos. El software fue usado para la gestión, prescripción, preparación, administración, y el inventario de fármacos, implementado mediante un proceso desarrollado específicamente para administración de fármacos quimioterapéuticos, libre de errores y con la finalidad de proteger a los pacientes de una mala praxis. Con la implantación del programa, el hospital redujo en un 10% el coste de los tratamientos oncológicos que antes se preparaban manualmente; y por otro, sus gastos de responsabilidad médica.
Entre 2008 y 2012 se desarrollaron nuevos módulos del sistema para cubrir los procesos críticos del entorno de la farmacia hospitalaria, con trazabilidad en todos los procesos, abarcando las áreas de producción de antineoplásicos, así como también la gestión de almacén, los controles de calidad, el aprovechamiento de residuos, y la producción de fórmulas magistrales, de nutrición parenteral y el control de los ensayos clínicos. En 2012 el sistema de Lug se instala en el Corporació Sanitària Parc Taulí de Sabadell e inicia su desembarco a nivel internacional, en el Hospital Español de México, en Ciudad de México.